# Kampensnieuwland
Kampensnieuwland, également Kampernieuwland, est une ancienne commune néerlandaise de la province de Zélande.
La commune était composée d'un certain nombre de polders et de hameaux situés au nord de Kamperland. En 1816, la commune est supprimée et rattachée à Wissenkerke. De nos jours, son territoire fait partie de la commune de Beveland-du-Nord.